# Kevin Mbabu
Melingo Kevin Mbabu (Chêne-Bougeries, 19 aprile 1995) è un calciatore svizzero, difensore del Midtjylland e della nazionale svizzera.

## Biografia
Nato in Svizzera da padre francese e madre congolese della Repubblica democratica del Congo, Mbabu possiede la cittadinanza svizzera, francese e congolese.

## Caratteristiche tecniche
È un terzino destro.

## Carriera

### Club

#### Inizi, Newcastle e prestito ai Rangers
Cresciuto nelle giovanili del Servette, il 31 gennaio 2013 viene acquistato dal Newcastle Utd.
Dopo due anni senza presenze, il 2 febbraio 2015 viene ceduto in prestito ai Rangers.
Dopo non avere mai giocato nessuna partita in Scozia fa ritorno al Newcastle, con cui fa il suo debutto il 23 settembre 2015 nella sconfitta per 0-1 in Coppa di Lega contro lo Sheffield Weds. Tre giorni dopo fa il suo esordio in Premier League partendo titolare nel pareggio per 2-2 contro il Chelsea. Dopo avere giocato alcune partite con Steve McClaren in panchina, con l'arrivo di Rafael Benítez sulla panchina dei magpies viene messo ai margini della rosa.

#### Young Boys e Wolfsburg
Il 23 agosto 2016 viene ceduto in prestito allo Young Boys.
Il 15 giugno 2017 viene riscattato dal club svizzero. Milita per altri due anni nel club vincendo altrettanti campionati e dando il proprio contributo alla causa vincendo per due volte il campionato.

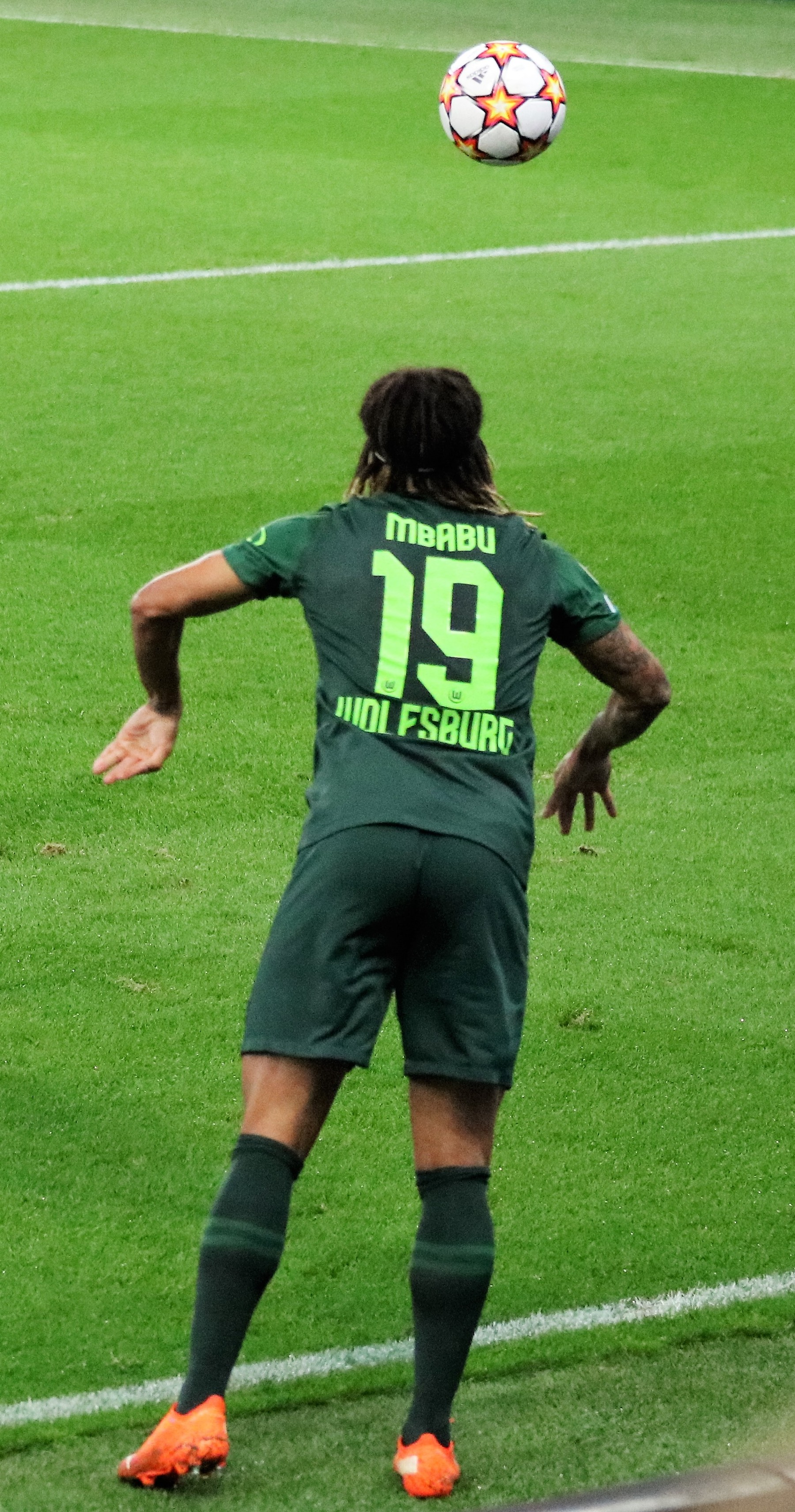
Mbabu al

Il 1º luglio 2019 viene acquistato a titolo definitivo per 9,2 milioni di euro dalla squadra tedesca del Wolfsburg, con cui firma un contratto quadriennale con scadenza il 30 giugno 2023. In Germania Mbabu s'impone come titolare, contribuendo al raggiungimento del 4º posto del club nel 2020-2021 con conseguente ritorno in Champions del club dopo cinque anni di assenza.

#### Fulham e prestiti al Servette e all'Augusta
Il 27 luglio 2022 fa ritorno in Inghilterra firmando per il Fulham.
Il 13 febbraio 2023, dopo avere trovato poco spazio coi cottagers, viene ceduto in prestito fino al termine della stagione al Servette.
Il 1º settembre 2023 fa ritorno in Germania accasandosi all'Augusta con la formula del prestito.

#### Midtjylland
Il 30 agosto 2024 viene ceduto a titolo definitivo ai danesi del Midtjylland.

### Nazionale
Riceve la prima convocazione nazionale il 15 maggio 2018 venendo inserito tra i pre-convocati per i Mondiali, senza però entrare nella lista dei 23 finali. Convocato nuovamente il 31 agosto per disputare la partita di UEFA Nations League contro Islanda e Inghilterra; fa il suo debutto giocando da titolare nel successo per 6-0 contro l'Islanda. Grazie al primo posto della nazionale svizzera nel proprio girone, gioca entrambe le partite della fase finale contro Portogallo ed Inghilterra, perdendo in entrambe le occasioni; nella partita valevole per l'assegnazione della medaglia di bronzo contro gli inglesi, terminata 0-0, realizza il suo tiro dal dischetto ma nonostante ciò la sua nazionale perderà ugualmente.
Grazie alle sue buone prestazioni viene confermato dal C.T. Vladimir Petković che lo convoca anche nei mesi successivi, venendo pure incluso nella lista dei convocati per Euro 2020.

## Statistiche

### Presenze e reti nei club
Statistiche aggiornate al 2 luglio 2021.
| Stagione             | Squadra              | Campionato           | Campionato | Campionato | Coppe nazionali | Coppe nazionali | Coppe nazionali | Coppe continentali | Coppe continentali | Coppe continentali | Altre coppe | Altre coppe | Altre coppe | Totale | Totale |
| Stagione             | Squadra              | Comp                 | Pres       | Reti       | Comp            | Pres            | Reti            | Comp               | Pres               | Reti               | Comp        | Pres        | Reti        | Pres   | Reti   |
| -------------------- | -------------------- | -------------------- | ---------- | ---------- | --------------- | --------------- | --------------- | ------------------ | ------------------ | ------------------ | ----------- | ----------- | ----------- | ------ | ------ |
| 2012-gen. 2013       | Servette             | SL                   | 1          | 0          | CS              | 0               | 0               | UEL                | 0                  | 0                  | -           | -           | -           | 1      | 0      |
| gen.-giu. 2013       | Newcastle Utd        | PL                   | 0          | 0          | FACup+CdL       | 0+0             | 0               | -                  | -                  | -                  | -           | -           | -           | 0      | 0      |
| 2013-2014            | Newcastle Utd        | PL                   | 0          | 0          | FACup+CdL       | 0+0             | 0               | -                  | -                  | -                  | -           | -           | -           | 0      | 0      |
| 2014-feb. 2015       | Newcastle Utd        | PL                   | 0          | 0          | FACup+CdL       | 0+0             | 0               | -                  | -                  | -                  | -           | -           | -           | 0      | 0      |
| feb.-giu. 2015       | Rangers              | SC                   | 0          | 0          | SC+SLC          | 0+0             | 0               | -                  | -                  | -                  | -           | -           | -           | 0      | 0      |
| 2015-2016            | Newcastle Utd        | PL                   | 3          | 0          | FACup+CdL       | 1+1             | 0               | -                  | -                  | -                  | -           | -           | -           | 5      | 0      |
| Totale Newcastle Utd | Totale Newcastle Utd | Totale Newcastle Utd | 3          | 0          |                 | 2               | 0               |                    | -                  | -                  |             | -           | -           | 5      | 0      |
| 2016-2017            | Young Boys           | SL                   | 21         | 1          | CS              | 2               | 1               | UCL+UEL            | 1                  | 0                  | -           | -           | -           | 24     | 2      |
| 2017-2018            | Young Boys           | SL                   | 32         | 2          | CS              | 2               | 0               | UCL+UEL            | 4+6                | 0                  | -           | -           | -           | 44     | 2      |
| 2018-2019            | Young Boys           | SL                   | 24         | 0          | CS              | 2               | 0               | UCL+UEL            | 7+0                | 1                  | -           | -           | -           | 33     | 1      |
| Totale Young Boys    | Totale Young Boys    | Totale Young Boys    | 77         | 3          |                 | 6               | 1               |                    | 18                 | 1                  |             | -           | -           | 101    | 5      |
| 2019-2020            | Wolfsburg            | BL                   | 20         | 3          | CG              | 2               | 0               | UEL                | 5                  | 0                  | -           | -           | -           | 27     | 3      |
| 2020-2021            | Wolfsburg            | BL                   | 22         | 0          | CG              | 2               | 0               | UEL                | -                  | -                  | -           | -           | -           | 24     | 0      |
| 2021-2022            | Wolfsburg            | BL                   | 24         | 0          | CG              | 1               | 0               | UCL                | 6                  | 0                  |             |             |             | 31     | 0      |
| Totale Wolfsburg     | Totale Wolfsburg     | Totale Wolfsburg     | 66         | 3          |                 | 5               | 0               |                    | 11                 | 0                  |             | -           | -           | 82     | 3      |
| 2022-feb. 2023       | Fulham               | PL                   | 6          | 0          | CdL             | 1               | 0               | -                  | -                  | -                  | -           | -           | -           | 7      | 0      |
| Totale Fulham        | Totale Fulham        | Totale Fulham        | 6          | 0          |                 | 1               | 0               |                    | -                  | -                  |             | -           | -           | 7      | 0      |
| feb. 2023-giu 2023   | Servette             | SL                   | 16         | 0          | CS              | 1               | 0               | -                  | -                  | -                  | -           | -           | -           | 17     | 0      |
| Totale Servette      | Totale Servette      | Totale Servette      | 16         | 0          |                 | 1               | 0               |                    | -                  | -                  |             | -           | -           | 17     | 0      |
| 2023-2024            | Augsburg             | BL                   | 25         | 0          | CG              | -               | -               | -                  | -                  | -                  | -           | -           | -           | 25     | 0      |
| Totale Augsburg      | Totale Augsburg      | Totale Augsburg      | 25         | 0          |                 | 0               | 0               |                    | -                  | -                  |             | -           | -           | 25     | 0      |
| 2024-2025            | Midtyjlland          | SL+CR                | 14+7       | 1+0        |                 | -               | -               | UEL                | 7                  | 0                  | -           | -           | -           | 28     | 1      |
| Totale Midtyjlland   | Totale Midtyjlland   | Totale Midtyjlland   | 21         | 1          |                 | -               | -               |                    | 7                  | 0                  |             | -           | -           | 28     | 1      |
| Totale carriera      | Totale carriera      | Totale carriera      | 214        | 7          |                 | 15              | 1               |                    | 36                 | 1                  |             | -           | -           | 265    | 9      |

### Cronologia presenze e reti in nazionale
| Cronologia completa delle presenze e delle reti in nazionale ― Svizzera | Cronologia completa delle presenze e delle reti in nazionale ― Svizzera | Cronologia completa delle presenze e delle reti in nazionale ― Svizzera | Cronologia completa delle presenze e delle reti in nazionale ― Svizzera | Cronologia completa delle presenze e delle reti in nazionale ― Svizzera | Cronologia completa delle presenze e delle reti in nazionale ― Svizzera | Cronologia completa delle presenze e delle reti in nazionale ― Svizzera | Cronologia completa delle presenze e delle reti in nazionale ― Svizzera |
| Data                                                                    | Città                                                                   | In casa                                                                 | Risultato                                                               | Ospiti                                                                  | Competizione                                                            | Reti                                                                    | Note                                                                    |
| ----------------------------------------------------------------------- | ----------------------------------------------------------------------- | ----------------------------------------------------------------------- | ----------------------------------------------------------------------- | ----------------------------------------------------------------------- | ----------------------------------------------------------------------- | ----------------------------------------------------------------------- | ----------------------------------------------------------------------- |
| 8-9-2018                                                                | San Gallo                                                               | Svizzera                                                                | 6 – 0                                                                   | Irlanda                                                                 | UEFA Nations League 2018-2019 - 1º turno                                | -                                                                       |                                                                         |
| 14-11-2018                                                              | Lugano                                                                  | Svizzera                                                                | 0 – 1                                                                   | Qatar                                                                   | Amichevole                                                              | -                                                                       | 62’                                                                     |
| 18-11-2018                                                              | Lucerna                                                                 | Svizzera                                                                | 5 – 2                                                                   | Belgio                                                                  | UEFA Nations League 2018-2019 - 1º turno                                | -                                                                       |                                                                         |
| 26-3-2019                                                               | Basilea                                                                 | Svizzera                                                                | 3 – 3                                                                   | Danimarca                                                               | Qual. Euro 2020                                                         | -                                                                       | 46’                                                                     |
| 5-6-2019                                                                | Porto                                                                   | Portogallo                                                              | 3 – 1                                                                   | Svizzera                                                                | UEFA Nations League 2018-2019 - Semifinale                              | -                                                                       |                                                                         |
| 9-6-2019                                                                | Guimarães                                                               | Svizzera                                                                | 0 – 0 dts (5 – 6 dtr)                                                   | Inghilterra                                                             | UEFA Nations League 2018-2019 - Finale 3º posto                         | -                                                                       |                                                                         |
| 5-9-2019                                                                | Dublino                                                                 | Irlanda                                                                 | 1 – 1                                                                   | Svizzera                                                                | Qual. Euro 2020                                                         | -                                                                       |                                                                         |
| 12-10-2019                                                              | Copenaghen                                                              | Danimarca                                                               | 1 – 0                                                                   | Svizzera                                                                | Qual. Euro 2020                                                         | -                                                                       |                                                                         |
| 3-9-2020                                                                | Leopoli                                                                 | Ucraina                                                                 | 2 – 1                                                                   | Svizzera                                                                | UEFA Nations League 2020-2021 - 1º turno                                | -                                                                       |                                                                         |
| 25-3-2021                                                               | Sofia                                                                   | Bulgaria                                                                | 1 – 3                                                                   | Svizzera                                                                | Qual. Mondiali 2022                                                     | -                                                                       |                                                                         |
| 31-3-2021                                                               | San Gallo                                                               | Svizzera                                                                | 3 – 2                                                                   | Finlandia                                                               | Amichevole                                                              | -                                                                       | 46’                                                                     |
| 3-6-2021                                                                | San Gallo                                                               | Svizzera                                                                | 7 – 0                                                                   | Liechtenstein                                                           | Amichevole                                                              | -                                                                       | 68’                                                                     |
| 12-6-2021                                                               | Baku                                                                    | Galles                                                                  | 1 – 1                                                                   | Svizzera                                                                | Euro 2020 - 1º turno                                                    | -                                                                       | 63’                                                                     |
| 16-6-2021                                                               | Roma                                                                    | Italia                                                                  | 3 – 0                                                                   | Svizzera                                                                | Euro 2020 - 1º turno                                                    | -                                                                       | 58’                                                                     |
| 20-6-2021                                                               | Baku                                                                    | Svizzera                                                                | 3 – 1                                                                   | Turchia                                                                 | Euro 2020 - 1º turno                                                    | -                                                                       | 90+2’                                                                   |
| 28-6-2021                                                               | Bucarest                                                                | Francia                                                                 | 3 – 3 dts (4 – 5 dtr)                                                   | Svizzera                                                                | Euro 2020 - Ottavi di Finale                                            | -                                                                       | 73’                                                                     |
| 2-7-2021                                                                | San Pietroburgo                                                         | Svizzera                                                                | 1 – 1 dts (1 – 3 dtr)                                                   | Spagna                                                                  | Euro 2020 - Quarti di finale                                            | -                                                                       | 101’                                                                    |
| 9-10-2021                                                               | Lancy                                                                   | Svizzera                                                                | 2 – 0                                                                   | Irlanda del Nord                                                        | Qual. Mondiali 2022                                                     | -                                                                       | 81’                                                                     |
| 15-11-2021                                                              | Lucerna                                                                 | Svizzera                                                                | 4 – 0                                                                   | Bulgaria                                                                | Qual. Mondiali 2022                                                     | -                                                                       | 90+3’                                                                   |
| 26-3-2022                                                               | Londra                                                                  | Inghilterra                                                             | 2 – 1                                                                   | Svizzera                                                                | Amichevole                                                              | -                                                                       | 36’                                                                     |
| 29-3-2022                                                               | Zurigo                                                                  | Svizzera                                                                | 1 – 1                                                                   | Kosovo                                                                  | Amichevole                                                              | -                                                                       | 63’                                                                     |
| 5-6-2022                                                                | Lisbona                                                                 | Portogallo                                                              | 4 – 0                                                                   | Svizzera                                                                | UEFA Nations League 2022-2023 - 1º turno                                | -                                                                       |                                                                         |
| 23-3-2024                                                               | Copenaghen                                                              | Danimarca                                                               | 0 – 0                                                                   | Svizzera                                                                | Amichevole                                                              | -                                                                       | 83’                                                                     |
| 26-3-2024                                                               | Dublino                                                                 | Irlanda                                                                 | 0 – 1                                                                   | Svizzera                                                                | Amichevole                                                              | -                                                                       | 64’                                                                     |
| 15-11-2024                                                              | Zurigo                                                                  | Svizzera                                                                | 1 – 1                                                                   | Serbia                                                                  | UEFA Nations League 2024-2025 - 1º turno                                | -                                                                       | 83’                                                                     |
| Totale                                                                  |                                                                         | Presenze                                                                | 25                                                                      |                                                                         | Reti                                                                    | 0                                                                       |                                                                         |

## Palmarès

### Competizioni nazionali
- Campionato svizzero: 2

Young Boys: 2017-2018, 2018-2019